# Петропавловское (Ставропольский край)
Петропа́вловское — село в Арзгирском районе (муниципальном округе) Ставропольского края России.

## Варианты названия
- Петропавловка,
- Петропавловский[3]

## География
Расстояние до краевого центра: 181 км.
Расстояние до районного центра: 32 км.

## История
Основано в 1904 году. До 1906 года называлось Верхне-Курутинским. Прежнее наименование связано с расположенной поблизости балкой Сухая Курунта, а современное, по одной из версий, присвоено селу в память о броненосце «Петропавловск», погибшем в 1904 году.
На 1 марта 1966 года являлось административным центром Петропавловского сельсовета Арзгирского района Ставропольского края:6.
До 16 марта 2020 года село образовывало сельское поселение село Петропавловское.

## Население
| 1925  | 1989  | 2002  | 2010  | 2011  | 2012  | 2013  |
| ----- | ----- | ----- | ----- | ----- | ----- | ----- |
| 3175  | ↘2792 | ↘2561 | ↘2185 | ↘2182 | ↘2164 | ↘2150 |
| 2014  | 2015  | 2016  | 2017  | 2018  | 2019  | 2020  |
| ↘2129 | ↘2108 | ↘2094 | ↘2085 | ↘2075 | ↘2065 | ↘2014 |
| 2021  |       |       |       |       |       |       |
| ↘1824 |       |       |       |       |       |       |

Национальный состав
По итогам переписи населения 2010 года проживали следующие национальности (национальности менее 1 %, см. в сноске к строке «Другие»):
| Национальность | Численность | Процент |
| -------------- | ----------- | ------- |
| Русские        | 1613        | 73,82   |
| Даргинцы       | 329         | 15,06   |
| Аварцы         | 82          | 3,75    |
| Другие         | 161         | 7,37    |
| Итого          | 2185        | 100,00  |

По состоянию на 1 апреля 2013 года русские — 74,50 %, даргинцы — 15,26 %, аварцы — 3,42 %, чеченцы — 0,96 %, армяне — 0,82 %, табасаранцы — 0,77 %, лакцы — 0,68 %, украинцы — 0,68 %, молдаване — 0,41 %, кумыки — 0,32 %, карачаевцы — 0,32 %, грузины — 0,27 %, кабардинцы — 0,27 %, осетины — 0,23 %, азербайджанцы — 0,18 %, уйгуры — 0,18 %, цыгане — 0,18 %, татары — 0,14 %, белорусы — 0,14 %, ногайцы — 0,09 %, ингуши — 0,09 %, мари — 0,05 %, мордовы — 0,05 %.

## Местное самоуправление
- Совет муниципального образования села Петропавловского, состоит из 10 депутатов, избираемых на муниципальных выборах по одномандатным избирательным округам. Глава поселения — Виктор Петрович Данченко (c 2 марта 2008 года)
- Администрация сельского поселения села Петропавловского

Глава администрации
- с 8 сентября 2013 года — Петр Владимирович Вишняков[25], глава муниципального образования

## Инфраструктура
- Центр культуры, досуга и спорта. Открыт 22 октября 1967 года как Дом культуры[26]
- Общественное открытое кладбище[27]

## Образование
- Средняя общеобразовательная школа № 4

## Предприятия
- Агропромышленная компания «Петропавловское».
- СПК «Россия». Образован 6 сентября 1950 года как колхоз «Россия»[28].

## Русская православная церковь
- Храм Великомученика Дмитрия Солунского[29]

## Памятники
- Барельеф В. И. Ленина. 1920, 1937 годы[30]
- Могила капитана Соловьева В. И. и старшины Орлова И. А., погибших при освобождении района в январе 1943 г.[31]. 1943, 1946 годы.[32] (в учётной карточке воинского захоронения погибшие советские военнослужащие значатся как капитан Соловьев Владимир Иванович и старшина Орлов Иван Кириллович, а датой их гибели указано 28 августа 1942 года)[33].
- Обелиск воинам-односельчанам, погибшим в годы Великой Отечественной войны. 1946 год[34]